# Istituto Europeo di Design
O Istituto Europeo di Design (IED) é uma rede internacional de escolas de design, atuando nos campos da educação e de pesquisa, nas disciplinas de design, moda, artes visuais e comunicação. O IED está presente em oito cidades distribuídas por três países diferentes, sendo eles Itália, Espanha e Brasil. Possui alunos de mais de 80 países, fazendo cursos de graduação entre um e três anos de duração e diversos cursos de pós graduação. A escola é um laboratório criativo e dinâmico que forma gente de qualquer idade e nacionalidade com talento e altas aspirações. No Brasil a escola é dividida em três departamentos: IED Moda, IED Design e IED Artes Visuais.

## Sobre o IED
Distribuído por oito cidades (Milão, Turim, Veneza, Florença, Roma, Barcelona, Madri, São Paulo e Rio de Janeiro) em cerca de 11 localidades, o IED ocupa quase 32 700 metros quadrados. Oferecendo cerca de 25 cursos diferentes de até três anos de duração em diversos idiomas incluindo Inglês, Italiano e Espanhol. Mais de 8 mil estudantes são matriculados nos cursos do IED a cada ano, provenientes de cerca de 82 países diferentes, totalizando aproximadamente 60 mil estudantes ao longo dos 40 anos de história do IED. O IED é conhecido pelo alto índice de empregabilidade de seus alunos, cerca de 90% dos alunos encontram emprego seis meses antes de se formarem.
Os currículos escolares são continuamente atualizados. A escola desenvolve e aplica uma metodologia didática inovadora e diversificada, centrada na sinergia entre tecnologia, experimentação, criatividade, estratégia, comunicação integrada e aspectos de mercado. O corpo docente do IED é composto por profissionais que atuam no mercado.

## A história do IED
Fundado em 1966 por Francesco Morelli, o Istituto Europeo di Design foi criado com a intenção de oferecer formação completa, teórica e prática, aos jovens criativos que se apresentam pela primeira vez às novas profissões emergentes. Atualmente, o IED é uma escola líder no cenário internacional nas áreas de moda e design, sendo considerado uma das melhores escolas de design da Itália e do mundo.

### Carta de Fundação
"Nós fundamos o Istituto Europeo di Design em 1966 seguindo um ideal que desde sempre inspirou os métodos didáticos e os rumos educacionais: as filosofias do fazer e do saber fazer devem crescer e amadurecer juntas. Aprofundando o processo de aquisição de conhecimento, pudemos compreender seu significado mais íntimo. Respeitando as lógicas e perspectivas do mercado e o saber acadêmico, nós optamos por uma cultura de projetos mais autêntica e atual. Nós concebemos, planejamos e construímos uma escola de projetos, uma autêntica e moderna cultura. Passadas décadas de prática, nos aprofundamos no conhecimento, analisamos todos os processos de elaboração, e verificamos teorias."
"Agora entendemos totalmente o que significa executar uma idéia com o objetivo da realização concreta, e hoje ensinamos como fazer isso. Cinco assentos – e a intenção de nos tornar mais e mais projetados em direção a uma dimensão internacional consolidada – evidenciando nossa história e o espírito que nos guiou nossas atividades até hoje."
- Francesco Morelli, Presidente e Fundador do IED.

## Unidades do IED
As unidades do IED estão localizadas em oito cidades (Milão, Turim, Veneza, Florença, Roma, Barcelona, Madri e São Paulo) em 3 países diferentes (Itália, Espanha e Brasil). A infra-estrutura dessas unidades é muito avançada, uma vez que o IED está em contínua e regular expansão e desenvolvimento. As unidades são dotadas de bibliotecas e laboratórios onde são utilizados protótipos de objetos de design, joias ou criações de moda. As escolas também possuem centros de informática, acesso à internet com conexões em fibra óptica, salas para conferências e espaços para exposições.

### IED Roma
O IED escolheu Roma porque é uma cidade onde a arte e a história fornecem uma influência especial nas disciplinas de design. Os cursos em Roma se beneficiam da oportunidade de se referir culturalmente a um legado de tradição. Os cursos são focados na inovação e experimentação, e têm um foco especial nas áreas de cinema, televisão e novas mídias.

### IED Madri
O IED escolheu Madri pelo dinamismo que emana pela sua economia, cultura, arte e design. Os cursos do IED em Madri refletem esse vigor enquanto treinam profissionais que são capazes de administrar contextos de desenvolvimento contínuo. A ligações culturais de Madri com a América Latina fornece um estímulo ao crescimento e enriquecimento cultural da cidade.

### IED São Paulo
A cidade de São Paulo foi escolhida pelo IED em razão da crescente demanda de profissionais atuantes nas vertentes disponíveis pela escola. A instalação da escola no Brasil teve como intuito possibilitar aos estudantes brasileiros de estudar no Instituto por um custo mais baixo do que se viajassem para outro país, visto que muitos brasileiros já cruzaram o Atlântico para estudar nas unidades europeias. Outra razão foi o fato de a cidade ser um polo cultural na América Latina, possibilitando um contato maior com a diversidade de culturas e miscigenação de estilos encontrados na arte brasileira e latino-americana. A sede do IED em São Paulo oferece cursos de graduação, pós-graduação e extensão em moda, design e artes visuais.

### IED Rio De Janeiro

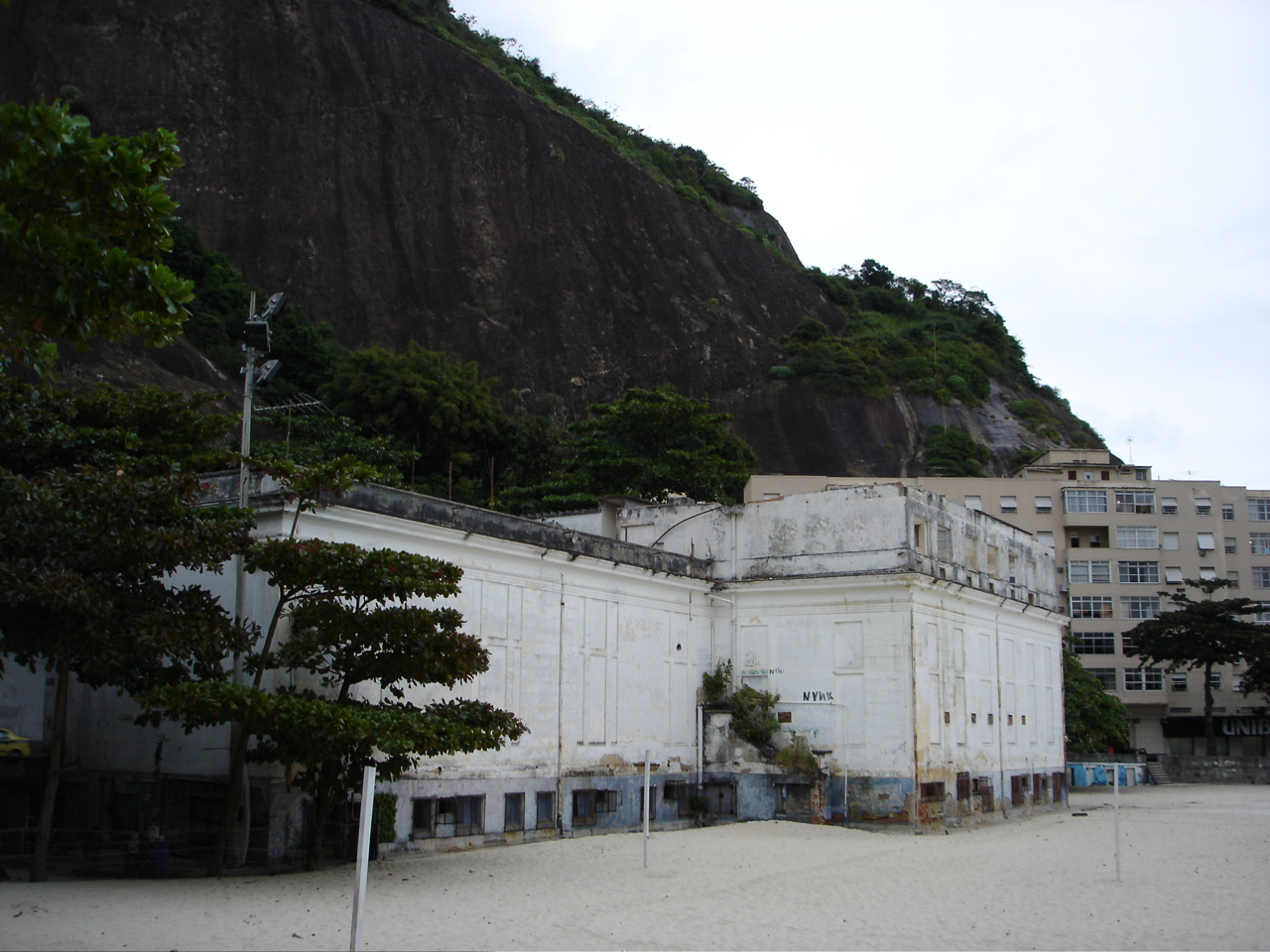
O prédio do antigo Cassino da Urca antes da reforma promovida pelo Istituto Europeo di Design - IED, no início do século XXI.

A cidade do Rio de Janeiro foi escolhida para abrigar mais uma sede do IED por sua ligação entre design e criatividade. A cidade possui  uma interação grande com a área de artes e espetáculos, ramo que cada vez mais acolhe profissionais de design. Uma das filosofias do IED é a recuperação de patrimônios históricos e por esse motivo se selou uma Prefeitura do Rio com o objetivo de recuperar completamente o antigo Cassino da Urca, hoje sede da escola. A sede carioca do IED oferece cursos de pós-graduação, extensão e oficinas criativas: uma experiência acadêmica e de prática em projetos dinâmica, inovadora e multidisciplinar. Além disso, também desenvolve atividades de pesquisa e consultoria.